# Rachael Taylor
Rachael Taylor (født 11. juli 1984) er en australsk skuespillerinde. Hun havde sin debut i 2004, hvor hun medvirkede som Maryann Marinkovich i The Mystery of Natalie Wood, instrueret af Peter Bogdanovich. I 2006 vandt hun en Logie Award for "mest populære nye kvindelige talent". Rachael fik sit store gennembrud da hun, i rollen som Maggie Madsen, medvirkede i Michael Bays Transformers.

## Karriere
Taylor stod model for Sky-Jilly International og deltog succesfuldt i statfinalerne i Miss Teen Tasmania og Miss Universe/Miss World. Hun har optrædt i mange amerikanske produktioner – såsom tv-film om Natalie Wood og Dynasty (hvor hun optrådte i rollen som Catherine Oxenberg), og skrækfilmenene Man-thing og See No Evil. Hun optrådte som Sasha Forbes i den kortvarige australske drama serie headLand. Den 3. april 2006 blev det annonceret at hun var nomineret til en Logie Award for "mest populære nye kvindelige talent" i hendes rolle i headLand.
Taylor havde en birolle i Transformers, men sagde nej til en gentagelse af rollen i Transformers: Revenge of the Fallen. Hun udtalte: "I don't think I'd wanna do it to be honest, and not for any particular reason other than the fact that I've done it."
I 2008, optrådte hun i den selvstændige film Bottle Shock, samt genindspilningen af Shutter. I 2009 optrådte hun i komedien Splinterheads, samt HBO komedieserien Washingtonienne.

## Filmografi
| År   | Film                  | Rolle                   | Bemærkninger                             |
| ---- | --------------------- | ----------------------- | ---------------------------------------- |
| 2010 | Melt                  | Stella                  |                                          |
| 2010 | Guardians of Ga'Hoole |                         | Lægger stemme til                        |
| 2009 | Ghost Machine         | Jess                    |                                          |
| 2009 | Cedar Boys            | Amie                    |                                          |
| 2009 | Splinterheads         | Galaxy                  |                                          |
| 2008 | Deceptions            | Liste medlem nr. 5      |                                          |
| 2008 | Shutter               | Jane Shaw               |                                          |
| 2008 | Bottle Shock          | Sam                     |                                          |
| 2007 | Transformers          | Maggie Madsen           | Denne rolle var hendes store gennembrud. |
| 2006 | See No Evil           | Zoe                     |                                          |
| 2005 | Man-Thing             | Teri Elizabeth Richards |                                          |

## Fodnoter
1. 1 2 3 4  Biografi af Rachael Taylor – AskMen.com Arkiveret 19. juni 2009 hos  Wayback Machine Hentet 20. juni 2009
2. ↑  "Dynasty: The Making of a Guilty Pleasure: Credits". Der-denver-clan.de. Arkiveret fra originalen 11. marts 2012. Hentet 27. februar 2009.
3. ↑  "Taylor talks Transformers 2". MovieHole. 2008-05-12. Arkiveret fra originalen 13. maj 2008. Hentet 25. juni 2009.